# Trifa
Trifa (en árabe: تزيفة‎, en francés: Tarifa) es una localidad marroquí perteneciente al municipio de Ulad u Megar, en la región Oriental. Desde 1912 hasta 1956 perteneció a la zona norte del Protectorado español de Marruecos.